# Oktyabrszkojei járás (Hanti- és Manysiföld)
Az Oktyabrszkojei járás (oroszul Октя́брьский райо́н) Oroszország egyik járása Hanti- és Manysiföldön. Székhelye Oktyabrszkoje.

## Népesség
- 2010-ben 32 224 lakosa volt, melyből 23 532 orosz, 1 663 ukrán, 1 504 tatár, 1 354 hanti, 489 manysi, 337 baskír, 236 fehérorosz, 222 kumik, 216 német, 200 csuvas, 170 udmurt, 157 azeri, 133 moldáv stb.